# Popești (gmina Podenii Noi)
Popești – wieś w Rumunii, w okręgu Prahova, w gminie Podenii Noi. W 2011 roku liczyła 617 mieszkańców.